# عراق التايه
عراق التايه هي قرية فلسطينية تقع على سفح جبل عيبال إلى الشمال من قرية بلاطة البلد، شرق نابلس، وهي جزء لا يتجزأ من أراضي قرية بلاطة البلد. كان يسكنها قبل عام 1948 عدد من السكان يضافون في الإحصاء السكاني إلى سكان بلاطة. معظم سكانها من حمولة جودة، ولا يوجد مختار لهذه القرية، لأنها تابعة إلى نابلس المدينة. 

## التسمية
سميت عراق التايه بهذا الاسم  نسبة إلى جدهم التايه الذي سكن هذه القرية وقام بشراء الأراضي التي سكنها من أهالي بلاطة البلد، وقام أحد أجداد العائلة بالتبرع ب 200 دونم لأراضي الدولة وتسجيلهم كمراعي للعائلة، عراق التايه تقع بموقع استراتيجي بمدينة نابلس فهي تعتلي المنطقة الشرقية للمدينة شمالي شارع عمان، تفصلها عن قرية عصيرة الشمالية جبل عيبال ومعسكر آدم الإسرائيلي.
في عام 1980 قام الحاج فايز محمد جودة المعروف بـأبو غالب بالتبرع وجمع الأموال لبناء المسجد المعروف بمسجد عراق التايه. يوجد في الطابق الأول من المبنى ديوان آل جودة، والطابق الثاني هو المسجد، ويوجد مدرسة عراق التايه للبنات.
تعتمد هذه القرية الصغيرة على الزراعة وتربية الأغنام والمواشي. عدد كبير من السكان لهم أملاك في أراضي قرية طلوزة في الأراضي البعلية. في إحصاء عام 1961 بلغ عدد سكانها 201 نسمة منهم 94 ذكر و107 إناث وكلهم مسلمون.

## شخصيات من القرية
- وجدي جودة